# گمینا اوخوتنگتسا دولنا
گمینا اوخوتنگتسا دولنا (به لهستانی:  Gmina Ochotnica Dolna) یک گمینا در لهستان است که در شهرستان نوو تارگ واقع شده‌است. گمینا اوخوتنگتسا دولنا ۱۴۱٫۰۳ کیلومتر مربع مساحت و ۷٬۹۲۱ نفر جمعیت دارد.